# 武蔵野地所
武蔵野地所株式会社（むさしのじしょ）は、かつて東京都練馬区にあった、遊園地・クアハウスを経営する会社。2010年に西武鉄道が吸収合併した。
解散時は、としまえん、豊島園 庭の湯、立体駐車場を西武鉄道から賃借し、これらを子会社の豊島園に業務委託していた。

## 沿革
- 1976年（昭和51年）1月20日 : 西武鉄道が武蔵野地所株式会社（旧）を設立[2]。
  - 11月9日 : 武蔵野地所株式会社（旧）が株式会社豊島園を設立[2]。
- 2005年（平成17年）3月22日 : 株式会社豊島園が、武蔵野地所株式会社（旧）を吸収合併し、武蔵野地所株式会社へ商号変更[2]。
- 2010年（平成22年）11月1日 : 西武鉄道が吸収合併し解散[3]。